# 각세도
각세도(覺世道)는 도조(道祖)인 이선평(李仙坪, 1882 ∼1956)에 의하여 창설된 신종교로 충북 영동에 자리잡고 있다. 10세 미만에 양친을 여의고 고아의 몸으로 유랑하다가 중국으로 넘어가던 중 주인 없는 원두막에서 잠을 자게 되었다. 그곳에서 독경소리를 듣고 일어나 보니 밤하늘에 '천하대보 정진무외 무궁조화 각재자기(天下大寶 正眞無外 無窮造化 各在自己)'라는 글귀가 떠 있었다. 이것을 보고서 느낀 바 있어 구월산에 들어가 10년간 공부하던 중 대오하여 각세도를 만들었다. 양주신(陽主神：天父)과 음주신(陰主神：地母)이 천지를 주재한다고 하며 오늘날의 전환기에 사자(使者) 이선평을 보냈다. 그래서 이선평이 천지로 가는 각세로(覺世路)를 닦아준 위대한 분이라고 신앙을 하고 있다. 신앙방법은 주문이 강력하고 수련에서는 돼지·닭·말고기를 금식시키며 입산기도하면 소원성취한다고 말한다. 그뒤 각세도는 동관·서관·남관·북관·천성도(天性道)·진정도(眞正道)로 갈라졌다.